# Guanahacabibes
Guanahacabibes je poloostrov v kubánské provincii Pinar del Río. Má rozlohu 1711,2 km² a žije na něm okolo 40 000 obyvatel, největším městem je Sandino.
Na jeho území se nachází Cabo San Antonio, nejzápadnější bod Kuby. V moři u pobřeží v hloubce 600–750 metrů byly objeveny neidentifikované podmořské objekty (možné stavby), tzv. Kubánské podmořské město (Formación sumergida de Cuba). Pobřeží poloostrova je lemováno mangrovy a korálovými útesy, vnitrozemí vyplňuje kras. Nejvyšším vrcholem je Pan de Guajabon, který má 699 metrů nad mořem. Hlavní řekou je Cuyaguateje. Časté jsou hurikány.
Původní obyvatelé patřili k etniku Guanahatabey, v odlehlé oblasti se indiánské osídlení udrželo nejdéle z celé Kuby.
V roce 1987 byla na poloostrově vyhlášena biosférická rezervace UNESCO a v roce 2001 národní park. Žije v něm kalypta nejmenší, papoušci, želvy, leguáni a krabi. Turistickou atrakcí je pláž María la Gorda.
V roce 1960 byl v Guanahacabibes zřízen první tábor nucených prací na Kubě.